# Empty Socks
Empty Socks ist ein US-amerikanischer Zeichentrick-Kurzfilm aus dem Jahr 1927 von Walt Disney und Ub Iwerks. Der Stummfilm galt fast 90 Jahre als verschollen, bis 2014 eine Kopie in Norwegen entdeckt wurde. Star des Films ist Oswald der lustige Hase.

## Handlung
Oswald, der lustige Hase, will die Kinder eines Waisenhauses zu Weihnachten überraschen. Er verkleidet sich als Weihnachtsmann und schleicht sich in das Waisenhaus ein. Dort stellt er einen Weihnachtsbaum auf. Eines der Kinder verursacht jedoch ein Feuer, das schnell außer Kontrolle gerät. Alle können sich retten. Oswald versucht das Gebäude mit einem Schlauch zu löschen, doch zwei der Waisenkinder schließen den Schlauch an einen Tanklaster an und das Gebäude fliegt in die Luft.

## Hintergrund
Der Film wurde von Walt Disney gedreht, während sein Studio bei Winkler Productions unter Vertrag stand. Er erschien am 12. Dezember 1927.  Es handelte sich dabei um den ersten Weihnachtsfilm von Disney. 1931 entstand mit Mickys Waisen eine Neubearbeitung mit Micky Maus als Hauptcharakter und einer ähnlichen Story.
Der Film galt 85 Jahre als verschollen. Eine 25-Sekunden-Sequenz wurde im New Yorker Museum of Modern Art ausgestellt. Während einer Inventur in der Nasjonalbiblioteket von Norwegen in Mo i Rana wurde der Film entdeckt. Er befand sich auf zwei falsch markierten Filmrollen auf hoch entflammbarem Zelluloidfilm in einem Sicherheitsraum. Er war fehlerhaft Felix the Cat zugeordnet. 30 bis 60 Sekunden des Originalfilms fehlten auf der Aufnahme, die sich bis zur Überreichung an die Nationalbibliothek in Privatbesitz befunden hatte. Eine Kopie wurde an den Walt-Disney-Konzern geschickt, der die Echtheit bestätigte.